# Sainoni
Sainoni is een bestuurslaag in het regentschap Timor Tengah Utara van de provincie Oost-Nusa Tenggara, Indonesië. Sainoni telt 640 inwoners (volkstelling 2010).